# Monika Loerchner
Monika Loerchner (* 1983 in Bestwig / Ramsbeck) ist eine deutsche Fantasy-Autorin, die auch Kurzprosa sowie journalistische Beiträge verfasst.

## Leben und Werk
Loerchner studierte an der Universität Marburg Vergleichende Religionswissenschaft und als Nebenfächer Friedens- und Konfliktforschung sowie Rechtswissenschaft. 2007 erlangte sie den Magister artium (MA). Seit einer Weiterbildung als Projektmanagerin lebt sie mit ihrer Familie in Warstein-Sichtigvor im Kreis Soest.
Ihr erster Fantasy-Roman erschien 2017 beim Hamburger Acabus Verlag, 2019 und 2020 folgten ihm zwei Fortsetzungsromane. 2018 fungierte sie als Herausgeberin eines Bandes mit Kurzprosa. Seit 2020 verfasst sie außerdem regelmäßige Artikel im Magazin des regionalen Woll-Verlags aus Schmallenberg.

## Veröffentlichungen
- Hexenherz – Eisiger Zorn. Acabus Verlag, Hamburg 2017, ISBN 978-3-86282-456-4.
- als Herausgeberin: 10 Jahre acabus Verlag. Die große acabus Jubiläums-Anthologie. Acabus Verlag, Hamburg 2018, ISBN 978-3-86282-627-8.
- Hexenherz – Glühender Hass. Acabus Verlag, Hamburg 2019, ISBN 978-3-86282-635-3.
- Die Tote in der Tränenburg. Alea Libris Verlag, Wannweil 2019, ISBN 978-3-96443-467-8.
- Hexenherz – Goldener Tod. Acabus Verlag, Hamburg 2020, ISBN 978-3-86282-788-6.
- Der Zorn des Schattenkönigs. Legionarion Verlag, Steina 2021, ISBN 978-3-96937-076-6.
- Menschen und andere seltsame Wesen. Zusammen mit Leveret Pale. Hybrid Verlag, Homburg 2022, ISBN 978-3-96741-175-1.
- Die Toten von Marburg. Alea Libris Verlag, Wannweil 2024, ISBN 978-3-98827-012-2.